# Buffer PABX
Buffer PABX é um dispositivo que coleta os registros de detalhes de chamadas (CDR) enviados por um PABX.

## Buffers PABX fabricados no Brasil
- Open Switch XL-PABX
- Open Switch XL-Cable
- Open Switch XL-Telecom
- Open Switch XL-Telecom-Cable